# Kolumbien-Zuckermaus
Die Kolumbien-Zuckermaus (Zygodontomys brunneus) ist ein im nördlichen Kolumbien endemisches Nagetier in der Familie der Wühler. Sie zählte längere Zeit als Unterart oder Synonym der Kurzschwanz-Zuckermaus (Zygodontomys brevicauda), mit der sie die Gattung Zuckermäuse bildet.

## Merkmale
Die Art ähnelt in der Gestalt und Färbung der Kurzschwanz-Zuckermaus. Sie ist mit einer Kopf-Rumpf-Länge von 135 bis 152 mm, einer Schwanzlänge von 110 bis 117 mm und einem Gewicht von 45 bis 81 g etwas größer. Es kommen 28 bis 35 mm lange Hinterfüße und 15 bis 20 mm lange Ohren vor. Weitere Unterschiede liegen in abweichenden Details der Zähne und des Schädels.

## Verbreitung und Lebensweise
Die Kolumbien-Zuckermaus bewohnt die tieferen Bereiche zwischen den Gebirgsketten im Norden von Kolumbien. Sie hält sich zwischen 350 und 1300 Meter Höhe auf. Als Habitat dienen Grasländer, die zeitweilig überschwemmten Randbereiche von Gewässern und Landwirtschaftsflächen.
Dieses nachtaktive Nagetier hält sich auf dem Boden auf. Es legt Nester aus Gras und anderen Pflanzenteilen an Flussufern oder zwischen Luftwurzeln von Bäumen an. Manchmal wird vorher ein kurzer Gang gegraben. Die Nahrung besteht aus Pflanzensamen, Früchten und grünen Pflanzenteilen.

## Gefährdung
Die IUCN listet die Art aufgrund fehlender Bedrohungen und einer vermutlich stabilen Gesamtpopulation als nicht gefährdet (least concern).